# Olimpijski plamen
Olimpijski plamen jedno je od najpoznatijih olimpijskih znamenja. Simbol vječne vatre odnosno plamena potječe iz grčke mitologije u kojoj je poznata priča o Prometeju koji je ukrao vatru iz doma boga Zeusa te je poklonio ljudima. Taj su motiv iskoristili Grci te za vrijeme održavanja drevnih Olimpijskih Igara uvijek održavali vječnu vatru.
Prvi je put plamen na otvaranju modernih Olimpijskih igara upaljen na Olimpijskim igrama u Amsterdamu 1928., a način štafetnog (pre)nošenja plamena bakljom inauguriran je u sklopu priprema i otvaranja Olimpijskih igara u Berlinu 1936. godine.

## Paljenje i održavanje olimpijskog plamena
Danas je uobičajen postupak takav da se plamen upali u grčkoj Olimpiji, i to sunčevom svjetlošću uz pomoć konkavnog zrcala, sukladno drevnim običajima. Paljenje obavljaju žene odjevene u odjeću po ugledu na drevne svećenice boga Zeusa. Zatim tako nastali plamen, na olimpijskoj baklji nosi tisuće trkača, štafetno, preko svih kontinenata, do grada u kojem će se održavati Olimpijske igre i, na kraju, do istaknutog mjesta na Olimpijskom stadionu na kojem će plamen, upaljen u drevnoj Olimpiji, plamtjeti čitavo vrijeme održavanja Igara.
Sam postupak prenošenja baklje iz Grčke do mjesta održavanja Igara, ovisno o udaljenosti, ne prelazi se uvijek trčeći, jer je naravno to nemoguće, primjerice ako se radi o drugom kontinentu. Ipak, pokušava se da baklja veći dio puta prijeđe na taj način. Biti nositelj olimpijske baklje posebna je čast, koju dobiju zaslužni sportaši iz zemlje domaćina odnosno zemalja kroz koju baklja prolazi na svom putu. Završni dio je donošenje baklje na stadion prilikom svečanosti otvaranja Igara, gdje se plamenom iz baklje upali plamen na posebno istaknutom gorioniku na stadionu, koji je često velikih dimenzija na način da plamen bude vidljiv iz svakog kuta stadiona.

## Sportaši koji su upalili olimpijski plamen
Posebna se čast ukazuje osobi koja prilikom otvaranja Igara donesenu baklju preuzima posljednja, te plamenom iz baklje upali vatru na samom stadionu, simbolizirajući tako početak Igara. Iako je plamen naravno upaljen već ranije i donesen bakljom, ta se osoba naziva palitelj olimpijskog plamena. Tu osobu bira zemlja domaćin, a uobičajeno je da to budu zaslužni sportaši i to najčešće oni koji se više aktivno ne natječu. Ponekad domaćin odabere da to bude i neka osoba koja nije direktno vezana uz sport, te je primjerice na Igrama u Montrealu 1976. odabrano da vatru zajednički upale dvoje mladih, i to mladić iz francuskog govornog područja Kanade te djevojka iz engleskog govornog područja, čime je simbolizirano zajedništvo ta dva dijela zemlje domaćina.
Biti palitelj Olimpijskog plamena čast je koja se događa jednom u životu, i jedna je od najvećih počasti u sportu uopće.
Slijedi popis dosadašnjih palitelja Olimpijskog plamena na ljetnim i zimskim OI:
| Godina    | Olimpijske igre                                       | Palitelj Olimpijskog plamena                                                                                    |
| --------- | ----------------------------------------------------- | --- |
| OI 1936.  | XI. Olimpijske igre – Berlin 1936.                    | Fritz Schilgen, atletičar                                                                                       |
| OI 1948.  | XIV. Olimpijske igre – London 1948.                   | John Mark, atletičar                                                                                            |
| ZOI 1952. | VI. Zimske olimpijske igre – Oslo 1952.               | Eigil Nansen, unuk polarnog istraživača Fridtjof Nansena                                                        |
| OI 1952.  | XV. Olimpijske igre – Helsinki 1952.                  | Paavo Nurmi, atletičar                                                                                          |
| ZOI 1956. | VII. Zimske olimpijske igre – Cortina d'Ampezzo 1956. | Guido Caroli, natjecatelj u brzom klizanju                                                                      |
| OI 1956.  | XVI. Olimpijske igre – Melbourne 1956.                | Ron Clarke i Hans Wikne, atletičari.                                                                            |
| ZOI 1960. | VIII. Zimske olimpijske igre – Squaw Valley 1960.     | Ken Henry, natjecatelj u brzom klizanju                                                                         |
| OI 1960.  | XVII. Olimpijske igre – Rim 1960.                     | Giancarlo Peris, atletičar                                                                                      |
| ZOI 1964. | IX. Zimske olimpijske igre – Innsbruck 1964.          | Joseph Rieder, alpski skijaš                                                                                    |
| OI 1964.  | XVIII. Olimpijske igre – Tokio 1964.                  | Yoshinori Sakai, atletičar, rođen na dan eksplozije atomske bombe nad njegovom rodnom Hirošimom.                |
| ZOI 1968. | X. Zimske olimpijske igre – Grenoble 1968.            | Alain Calmat, klizač                                                                                            |
| OI 1968.  | XIX. Olimpijske igre – Ciudad de México 1968.         | Norma Enriqueta Basilio de Sotelo, atletičarka, prva žena palitelj Olimpijskog plamena                          |
| ZOI 1972. | XI. Zimske olimpijske igre – Sapporo 1972.            | Hideki Takada, natjecatelj u brzom klizanju                                                                     |
| OI 1972.  | XX. Olimpijske igre – München 1972.                   | Günther Zahn, atletičar                                                                                         |
| ZOI 1976. | XII. Zimske olimpijske igre – Innsbruck 1976.         | Christl Haas i Josef Feistmantl, alpski skijaš i skeletonac                                                     |
| OI 1976.  | XXI. Olimpijske igre – Montréal 1976.                 | Stéphane Préfontaine i Sandra Henderson, atletičar i gimnastičarka                                              |
| ZOI 1980. | XIII. Zimske olimpijske igre – Lake Placid 1980.      | Charles Kerr, psihijatar                                                                                        |
| OI 1980.  | XXII. Olimpijske igre – Moskva 1980.                  | Sergey Belov, košarkaš                                                                                          |
| ZOI 1984. | XIV. Zimske olimpijske igre – Sarajevo 1984.          | Sanda Dubravčić, klizačica                                                                                      |
| OI 1984.  | XXIII. Olimpijske igre – Los Angeles 1984.            | Rafer Johnson, desetobojac                                                                                      |
| ZOI 1988. | XV. Zimske olimpijske igre – Calgary 1988.            | Robyn Perry, 12-godišnja klizačica                                                                              |
| OI 1988.  | XXIV. Olimpijske igre – Seul 1988.                    | Sohn Kee-chung, maratonac                                                                                       |
| ZOI 1992. | XVI. Zimske olimpijske igre – Albertville 1992.       | Michel Platini i François-Cyrille Grange, nogometaši                                                            |
| OI 1992.  | XXV. Olimpijske igre – Barcelona 1992.                | Antonio Rebollo, streličar paraolimpijac                                                                        |
| ZOI 1994. | XVII. Zimske olimpijske igre – Lillehammer 1994.      | Haakon Magnus, norveški princ čiji su i otac i djed sudjelovali na Olimpijskim igrama                           |
| OI 1996.  | XXVI. Olimpijske igre – Atlanta 1996.                 | Muhammad Ali, boksač                                                                                            |
| ZOI 1998. | XVIII. Zimske olimpijske igre – Nagano 1998.          | Midori Ito, klizač                                                                                              |
| OI 2000.  | XXVII. Olimpijske igre – Sydney 2000.                 | Cathy Freeman, atletičarka                                                                                      |
| ZOI 2002. | XIX. Zimske olimpijske igre – Salt Lake City 2002.    | cijeli hokejaški tim zemlje domaćina                                                                            |
| OI 2004.  | XXVIII. Olimpijske igre – Atena 2004.                 | Nikolaos Kaklamanakis, jedriličar na dasci                                                                      |
| ZOI 2006. | XX. Zimske olimpijske igre – Torino 2006.             | Stefania Belmondo, skijaško trčanje                                                                             |
| OI 2008.  | XXIX. Olimpijske igre – Peking 2008.                  | Li Ning, gimnastičar                                                                                            |
| ZOI 2010. | XXI. Zimske olimpijske igre – Vancouver 2010.         | Rich Hansen, Catriona LeMay Doan, Steve Nash i Wayne Gretzky, paraolimpijac, brza klizačica, košarkaš i hokejaš |
| OI 2012.  | XXX. Olimpijske igre – London 2012.                   | sedmero mladih športaša                                                                                         |
| ZOI 2014. | XXII. Zimske olimpijske igre – Soči 2014.             | Vladislav Tretjak hokejaš Irina Rodnina klizačica                                                               |
| OI 2016.  | XXXI. Olimpijske igre – Rio de Janeiro 2016.          | Gustavo Kuerten tenisač, Hortência Marcari košarkašica i Vanderlei de Lima atletičar dugoprugaš                 |
| ZOI 2018. | XXIII. Zimske olimpijske igre – Pyeongchang 2018.     | Kim Yuna, umjetničko klizanje                                                                                   |
| OI 2020.  | XXXII. Olimpijske igre – Tokio 2020.                  | Naomi Osaka, tenisačica                                                                                         |
| ZOI 2022. | XXIV. Zimske olimpijske igre – Peking 2022.           | Dinigeer Yilamujiang skijaško trčanje i Zhao Jiawen nordijska kombinacija                                       |
| OI 2024.. | XXXIII. Olimpijske igre – Pariz 2024.                 | Teddy Riner džudo i Marie-José Pérec atletika                                                                   |